# Chiesa dei Sette Angeli
La chiesa dei Sette Angeli  e il monastero erano ubicati dietro le absidi della cattedrale metropolitana primaziale della Santa Vergine Maria Assunta di Palermo, edifici delimitati approssimativamente dalle odierne via Simone Beccadelli di Bologna, via dell'Incoronazione e dalla chiesa di Sant'Agata alla Guilla.

## Storia
Secondo la tradizione documentata da Francesco Baronio e Pietro Cannizzaro nel 309 sull'area sorgevano la casa natale di Santa Ninfa e l'abitazione di Sant'Oliva.
- 1221 - 1248, Note testamentarie documentano la primitiva chiesa dei Sette Angeli,[2][4] verosimilmente l'antica chiesa di Sant'Angelo Carmelitano intitolata ad Angelo da Gerusalemme ospitante gli affreschi rinvenuti tre secoli dopo. Scemato il fervore religioso e la devozione verso i Sette Angeli, la struttura è adibita a scuola di canto per i chierici della Cattedrale.[5]
- 1516, Rinvenimento degli affreschi per opera del canonico, vicario generale, Tommaso Bellorusso.
- 1523, Il viceré di Sicilia Ettore Pignatelli, conte e duca di Monteleone, in seguito al ritrovamento restaura il luogo di culto e vi costituisce la Confraternita imperiale dei Sette Angeli. Lo stesso Viceré e l'imperatore Carlo V erano membri del sodalizio, che fu soppresso con la fondazione del monastero.[5][6] Col restauro delle immagini il tempio fu riaperto al culto, il maestro di coro e sacerdote Antonio Lo Duca fu nominato Rettore.
- 1529, Costruzione del monastero dedicato a San Francesco di Paola sotto il titolo dei «Sette Angeli», gestito dall'Ordine dei Minimi di Sant'Oliva.[7]
- 1586, Dopo i numerosi terreni e case adiacenti è incamerata anche la chiesa di San Giovanni al Piano.[8]
- 1597, Ettore Pignatelli, nipote del precedente patrocinatore, promuove la costruzione della nuova chiesa regnante Filippo III di Spagna.[9]
- 1599, Diego Haëdo arcivescovo benedice la prima pietra.[9]
- 1638, È documentato l'ampliamento del luogo di culto.[3]
- 1860, La chiesa e l'edificio del monastero furono in gran parte distrutti durante i combattimenti tra truppe borboniche e garibaldine, che in quella zona furono particolarmente violenti. I resti del monastero sopravvissuti all'attacco furono trasformati nella Scuola superiore femminile "Giuseppina Turrisi Colonna" negli anni a cavallo il primo conflitto mondiale. Adesso l'edificio è adibito a sede del liceo classico "Vittorio Emanuele II".

Il monumento nel giardino al centro della piazza, costituito da una colonna ricorda le vittime della bomba che il 9 maggio 1943 centrò un rifugio della zona, uccidendo molti cittadini.

## Interno
Il luogo di culto era rivolto a settentrione, sulla facciata recava un medaglione raffigurante San Francesco di Paola, il coro nella controfacciata sovrastava ingresso.
- Navata sinistra:
  - Prima campata: Cappella del Santissimo Rosario.[12] Sull'altare la Vergine del Rosario;[13]
  - Seconda campata: Cappella di San Francesco di Paola.[11] L'altare presentava il busto del santo in terracotta, opera di Vincenzo Gagini[14] attualmente custodita nel Museo archeologico regionale Antonio Salinas,[13] ambiente patrocinato dalla famiglia Scirotta;[12]
  - Terza campata: Cappella della Sacra Famiglia.[11]
- Navata destra:
  - Prima campata: Cappella di San Giovanni Evangelista e San Luigi Gonzaga. Titolari del patrocinio la famiglia Imperatore[15] già detentori del patronato della preesistente chiesa di San Giovanni al Piano[13][16] e autori dell'abbellimento del 1626.[17] Ambiente dedicato anche a Santo Stefano.[12]
  - Seconda campata: ingresso laterale;
  - Terza campata: Cappella del Santissimo Crocifisso,[13] patrocinata dalla famiglia Massa.[12]

Altare maggiore in pietre dure con tabernacolo e baldacchino in argento. Sull'altare la copia dei Sette Arcangeli, gli antichi affreschi erano localizzati nei locali della clausura del monastero. Titolari del patrocinio del cappellone la famiglia Pignatelli dal 1601.
Sono altresì documentate sette statue in stucco opere di Vincenzo Gagini, un fonte in marmo opera di Antonio Gagini, un dipinto raffigurante San Michele Arcangelo, opera di Giuseppe d'Alvino detto il Sozzo. In una cappella sulla destra è documentato un dipinto su tela, copia di un'opera realizzata da Vincenzo degli Azani.

## I Sette Angeli
Nel 1516 furono rinvenute le immagini dei Sette Principi Celesti con i sette nomi e rispettivi attributi nella chiesa di Sant'Angelo Carmelitano adibita a luogo di canto dei chierici della Cattedrale. Il canonico, vicario generale, Tommaso Belloroso, notò tracce di antichi affreschi sulle pareti. Ripuliti e schiariti con olio, restituirono immagini disposte su tre ordini:
- Creazione del mondo e degli Angeli, con Lucifero ancora in stato di grazia e San Michele Arcangelo davanti al trono di Dio,
- Vittoria di San Michele su Lucifero, la Cacciata di Adamo ed Eva dal Paradiso, Abramo in ginocchio davanti ai tre Angeli e Abramo in atto di servire un banchetto agli Angeli,
- Sette Angeli Principi con i loro nomi, simboli e raffigurazioni. 
  - Michele, il Vittorioso, in atto di calpestare il dragone al centro,
  - Gabriele, il Nunzio, con specchio di diaspro e fiaccola,
  - Barachiele, Colui che viene in aiuto, con rose da distribuire,
  - Uriele, il forte Compagno, con spada e fiamma,
  - Raffaele, il Medico, nell'atto di guidare Tobia e portare un vaso di medicinali,
  - Geudiele, il Rimuneratore, con una corona e un flagello,
  - Sealtiele, l'Orante, raccolto in preghiera.

Il ritrovamento delle sacre immagini ridestò la grande devozione verso i Sette Principi Celesti e un'amplificazione iconografica straordinaria. Carlo V d'Asburgo a Palermo reduce dalla conquista di Tunisi del 1535, commissionò a Hieronymus Wierix delle incisioni fedeli per diffonderne il culto a Roma e nell'Impero.

## Confraternita imperiale dei Sette Angeli
La nobiltà di Palermo costituì la Confraternita dei Sette Angeli, che fu detta Imperiale, perché lo stesso Imperatore Carlo V volle essere annoverato tra i devoti.

## Monastero dei Sette Angeli
- 1529, Costruzione del monastero dedicato a San Francesco di Paola sotto il titolo dei «Sette Angeli», gestito dall'Ordine dei Minimi di Sant'Oliva, ove confluirono nove monache provenienti dal monastero di San Giovanni dell'Origlione, desiderose di condurre uno stile di vita più rigoroso.[22][23]

Dopo i danneggiamenti del 1860 le religiose assieme a quelle provenienti dal monastero delle Stimmate, queste ultime sfrattate per esproprio, confluiscono nel monastero di Santa Maria della Pietà.

### Ospedale della Madre Chiesa
Altrimenti noto come Ospedale all'arcivescovado o Ospedale della Chiesa Maggiore, struttura fondata nel 1278 sull'area del monastero.

## Chiesa di San Giovanni al Piano
Chiesa di San Giovanni Evangelista e Santo Stefano al Piano dei Cavalieri: Primitivo luogo di culto presso il "Piano della Cattedrale".
Il 5 giugno 1580 l'arcivescovo Cesare Marullo fondò temporaneamente il Seminario dei Chierici.

## Chiesa di Sant'Angelo Carmelitano
Chiesa di Sant'Angelo Carmelitano dedicata a Sant'Angelo di Gerusalemme.